# 范氏 (许善心母)
范氏（525年—618年），南北朝、隋朝人物，南阳郡顺阳县（今河南省淅川县李官桥镇）人，出自顺阳范氏，范云的孙女，梁朝太子中舍人范孝才之女。
范氏的丈夫是梁朝给事黄门侍郎许亨，生子许善心，许善心九岁丧父，范氏年轻守寡养育孤儿，博学有高尚的命节。许善心归顺隋朝，隋文帝敕命尚食每有进献时新食物，常派遣人分赐给她。曾经诏命范氏入内宫，侍奉皇后讲学读书，封为永乐郡君。大业十四年（618年），宇文化及杀死隋炀帝，许善心同时遇难。范氏年纪已经九十二岁，办理儿子丧事没有哭泣，抚着灵柩说：“能死国难，我有兒矣。”于是卧床不进食，十馀日后也去世了。